# Basset artesiano normando
A basset artesiano normando[Nota] (em francês:  Basset artésien normand) é uma raça de cães de pernas curtas desenvolvida na França, cujo termo basset refere-se especificamente aos sabujos de pernas curtas. É dito que sua história mistura-se com a do cão de Artois, já que, em 1870, o conde Jean-Emmanuel Hector Le Couteulx de Canteleu  e o criador Sr. Louis Lane iniciaram os cruzamentos entre basset franceses chamados, dos quais desenvolveram-se duas amostras: uma de patas retas e outra de patas tortas para a frente (o normando). Popular até a Primeira Guerra Mundial, foram quase extintos após a realização das duas grandes guerras. Os bassets são cães andantes, seguidos pelos caçadores a pé. Ter as pernas curtas significa inabilidade em manter-se muito longe do caçador, o que representa vantagem em determinadas condições, como caçar em regiões montanhosas. Como propósito, este animal foi usado para caçar coelhos e outras presas de pequeno porte, fosse sozinho ou em matilha, embora hoje sejam essencialmente criados como animais de estimação.
Fisicamente, sua altura varia entre 30 e 36 cm e seu peso é de aproximadamente 17 kg. A pelagem é curta e tricolor ou bicolor. A cabeça e orelhas compridas são distintas. Seu temperamento é descrito como alegre e afetuoso.